# Lil B

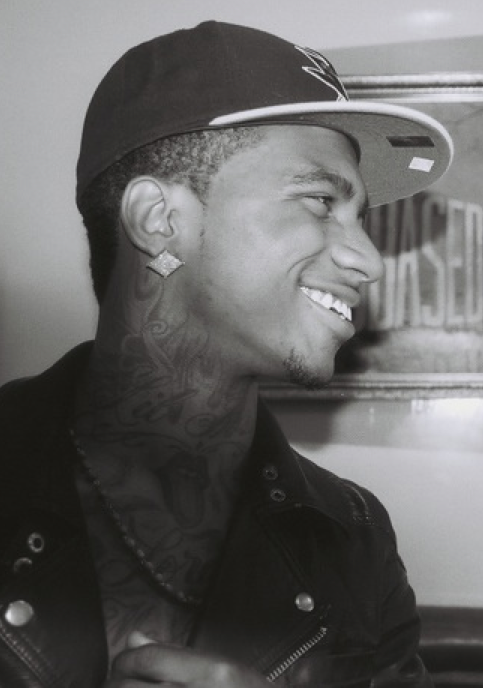
Lil B (2011)

Brandon Christopher McCartney (* 17. August 1989 in Berkeley, Kalifornien), besser bekannt unter seinem Künstlernamen Lil B oder seinem Alter Ego The BasedGod, ist ein US-amerikanischer Rapper. Er war Mitglied der Gruppe The Pack und veröffentlichte als Solokünstler bisher vier Studioalben und über 50 Mixtapes. Sein musikalisches Schaffen umfasst neben Hip-Hop Genres wie Indie-Rock und New Age.

## Leben
Brandon McCartney wuchs in Berkeley in guten Verhältnissen als Sohn eines DJs und einer Busfahrerin auf. Er besuchte eine Highschool im Vorort Albany, von der er 2005 abging.
Neben der Schule arbeitete er zeitweise in einem Schmuckgeschäft. Im Januar 2015 geriet er in die Schlagzeilen, als sein Wohnhaus im Contra Costa County aufgrund eines elektrischen Defekts Feuer fing. Der Rapper und sechs weitere Bewohner wurden von einem 15-jährigen Nachbarn auf den Brand aufmerksam gemacht und konnten unversehrt entkommen.
Abseits seiner Musikkarriere äußerte sich Lil B wiederholt zu politischen Themen. Im Juni 2013 solidarisierte er sich mit der texanischen Senatorin Wendy Davis im Kampf gegen die Erschwerung von Schwangerschaftsabbrüchen in ihrem Heimatstaat und deklarierte sich klar Pro-Choice. Im Vorfeld der US-Präsidentschaftswahlen 2016 gab Lil B via sozialer Medien seine Unterstützung für die Kandidatur von Senator Bernie Sanders bekannt und nannte als Grund unter anderem dessen Engagement für die Bürgerrechtsbewegung.

## Karriere
Im Alter von 15 Jahren wurde McCartney Teil der vierköpfigen Rap-Formation The Pack und begann unter dem Pseudonym Lil B (kurz für „kleiner Boss“) aufzutreten. Ihre ersten beiden Mixtapes machten die Gruppe in der Bay Area bekannt, die Single Vans wurde auch darüber hinaus zum Hit und erreichte Platz 58 der Billboard Hot 100. Nach der EP Skateboards to Scrapers veröffentlichten The Pack 2007 ihr erstes Studioalbum mit dem Titel Based Boys. Ein weiteres sollte drei Jahre später folgen.
Unter dem Namen Young World nahm Lil B zusammen mit Pack-Mitglied Young L in den Jahren 2007 und 2009 zwei Mixtapes auf. Im Hinblick auf eine Solokarriere begann er, sich mit exzessiver Nutzung von Social Media eine Fangemeinde aufzubauen. So erstellte er insgesamt über 150 Myspace-Seiten und legte sich Aliasse wie BasedGod und BasedLord zu. 2009 erschienen in digitaler Form sowohl sein erstes Solo-Mixtape I’m Thraxx als auch sein erstes Studioalbum 6 Kiss. Im Frühling 2010 unterschrieb er einen Vertrag beim Label Stacks on Deck Entertainment (SODMG) und veröffentlichte mit dem Label-Gründer Soulja Boy das gemeinsame Mixtape Pretty Boy Millionaires. Noch vor seinem 21. Geburtstag hatte Lil B mehr als 1500 Tracks, darunter zahlreiche Freestyle-Raps, im Internet hochgeladen. Seine fast ausschließlich digital publizierten Alben enthalten teilweise über 100 Titel und waren als freie Downloads verfügbar. 2010 und 2011 veröffentlichte er die Alben Rain in England und Angels Exodus. Sein 2011 auch in physischer Form erschienenes Studioalbum I’m Gay (I’m Happy), mit dessen Titel er sich mit der LGBT-Community solidarisch erklärte, sorgte für eine Kontroverse und brachte ihm sogar Morddrohungen ein.
Mit fortschreitender Laufbahn wurde seine Musik experimenteller. So brachte er etwa 2012 unter dem Pseudonym The BasedGod ein instrumentelles New-Age-Album namens Choices and Flowers heraus und experimentierte unter anderem mit Spoken Word. Die folgenden Jahre waren durch hohe Produktivität gekennzeichnet. Zwischen 2010 und 2012 veröffentlichte Lil B Mixtapes im Monatstakt. Daneben trat er, aufbauend auf seinem 2009 veröffentlichten Buch Takin’ Over by Imposing the Positive! als Motivationsredner unter anderem am MIT und an der UCLA auf. 2015 kollaborierte er auf Free (Based Freestyles Mixtape) mit Chance the Rapper.

## Stil

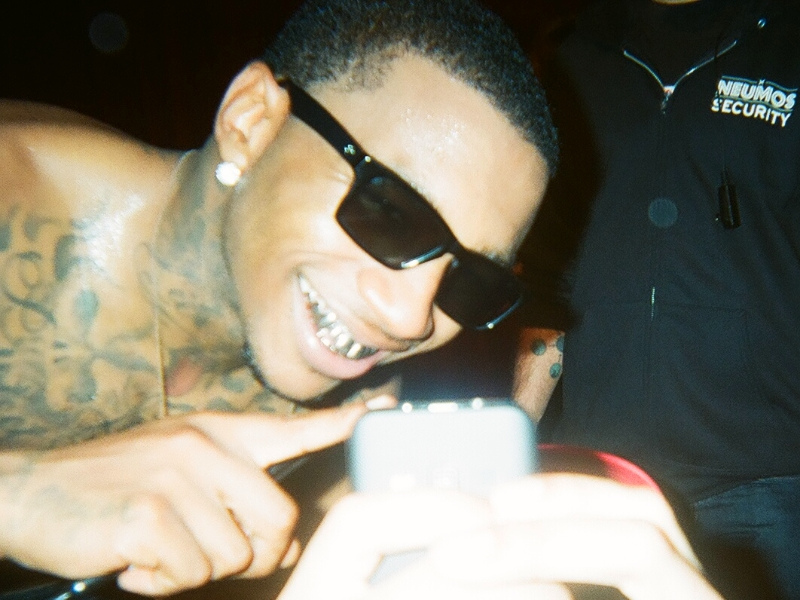
Lil B (2012)

Das musikalische Schaffen von Lil B zeichnet sich laut laut.de vor allem durch fehlende Kohärenz aus. Konnte man in seinem Frühwerk mit und ohne The Pack noch deutlich genretypische Hip-Hop- und R&B-Einflüsse von 2Pac oder Prince erkennen, versuchte er sich später in Genres wie Soul, Dubstep, New Age oder Spoken Word. Seine 2009 entstandenen Mixtapes mit diesig-atmosphärischer Produktion von Clams Casino gelten als Wegbereiter des Cloud Rap und beeinflussten zahlreiche junge Rapper wie Lil Yachty. Jonah Wiener von Slate beschrieb Lil B als „genial verzogenen Post-Lil-Wayne-Dekonstruktivisten“. Textlich befasst sich Lil B mit unterschiedlichen Themen. Mit No Black Person Is Ugly bezieht er Stellung zur Rassismusdebatte, während er in Am I Even Really a Rapper Anymore? die eigenen musikalischen Umtriebe referenziert. Auch Diss-Tracks, etwa gegen Joe Budden oder Kevin Durant, finden sich in seinem Repertoire.
Lil B beschreibt sich selbst, sein Werk und seine Art des Musikmachens als based und meint damit einen positiven, toleranten Lebensstil. Dieses Label in Kombination mit seinen ausgefallenen musikalischen Entscheidungen brachten ihm in der Hip-Hop-Szene den Ruf eines Exzentrikers ein. Gegenüber MTV erklärte er 2010 das Wesen seiner Philosophie:

“Well, based really is being yourself, being positive, not really worrying too much about what people think about you. Really saying what comes to your mind first. It’s like unconscious. Really not premeditating, saying, ‘Imma do this, I’mma say this, I’mma be this way,’ but really just going with the flow.”

## Diskografie
Studioalben
- 2009: 6 Kiss
- 2010: Rain in England
- 2011: Angels Exodus
- 2011: I’m Gay (I’m Happy)

Weitere Alben

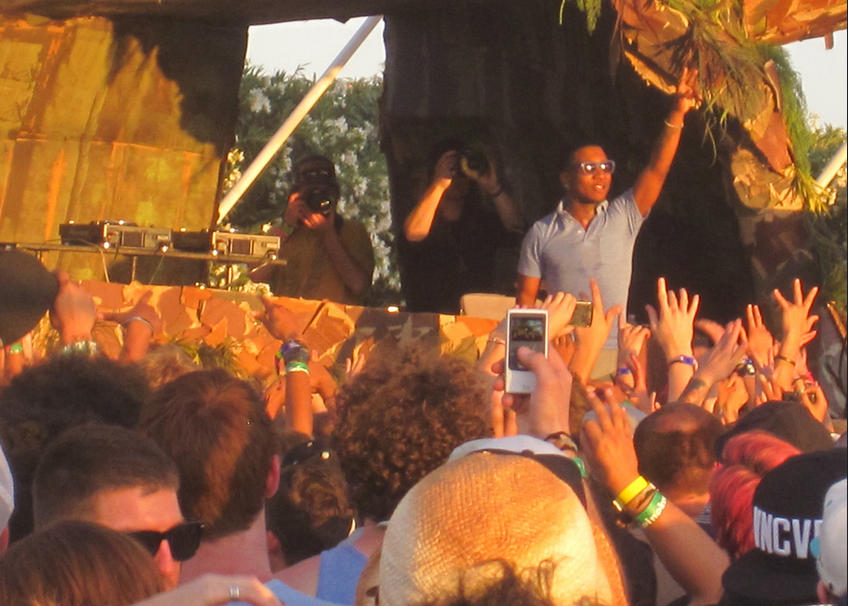
Lil B (2011)

- 2006: Skateboards to Scrapers (EP mit The Pack)
- 2007: Based Boys (mit The Pack)
- 2010: Wolfpack Party (mit The Pack)
- 2012: Choices and Flowers (als The BasedGod)
- 2012: Tears 4 God (als The BasedGod)

Mixtapes
- 2007: S.S. Mixtape Vol. 1 (mit Young L als Young World)
- 2009: S.S. Mixtape Vol. 2 (mit Young L als Young World)
- 2009: I’m Thraxx
- 2010: Dior Paint
- 2010: Pretty Boy Millionaires (mit Soulja Boy)
- 2010: Everything Based
- 2010: Blue Flame
- 2010: Roses Exodus
- 2010: Paint
- 2010: MF Based
- 2010: Gold Dust
- 2010: Where Did the Sun Go
- 2010: Red Flame
- 2010: Red Flame: Evil Edition
- 2010: MM.. Christmas
- 2011: Red Flame: Devil Music Edition
- 2011: Illusions of Grandeur
- 2011: Bitch Mob: Respect da Bitch Vol. 1
- 2011: I Forgive You
- 2011: Black Flame
- 2011: The Silent President
- 2011: BasedGod Velli
- 2011: Blue Eyes
- 2011: Goldhouse
- 2012: White Flame
- 2012: God’s Father
- 2012: #1 Bitch
- 2012: The BasedPrint 2
- 2012: Trapped in BasedWorld
- 2012: Water Is D.M.G. Pt. 1
- 2012: Green Flame
- 2012: Rich After Taxes
- 2012: Task Force
- 2012: Obama BasedGod
- 2012: Based Jam
- 2012: Frozen
- 2012: Illusions of Grandeur 2
- 2012: Halloween H2O
- 2012: Crime Fetish
- 2012: Glassface
- 2013: Pink Flame
- 2013: P.Y.T. (Pretty Young Thung)
- 2013: 100% Gutta
- 2013: 05 Fuck Em
- 2014: Basedworld Paradise
- 2014: Hoop Life
- 2014: Ultimate Bitch
- 2015: Free (Based Freestyles Mixtape) (mit Chance the Rapper)
- 2015: Thugged Out Pissed Off
- 2017: Black Ken
- 2018: Platinum Flame
- 2018: Options
- 2019: 28 Wit a Ladder
- 2019: The Hunchback of BasedGod
- 2019: Loyalty Casket
- 2020: 30 Wit a Hammer
- 2020: Trap Oz
- 2020: Gutta Dealership
- 2020: Bruno Wit da Pruno
- 2020: Hoop Life 2
- 2021: Santa
- 2021: Red Flame After the Fire

Singles (Auswahl)
- 2009: Meet Young Bitch Remix (feat. Soulja Boy)
- 2010: I’m Paris Hilton
- 2010: Show Me Sum
- 2011: Charlie Sheen
- 2011: Get Em
- 2011: Justin Bieber
- 2012: See Ya
- 2012: Im Like Killah
- 2012: Like a Gun
- 2012: California Boy
- 2014: Katy Perry
- 2014: Murder Rate
- 2020: Ima Sell
- 2020: Pour a Cup
- 2020: Im Kanye
- 2020: Save the Planet
- 2020: I Am George Floyd